# Konrad Melchior Hirzel

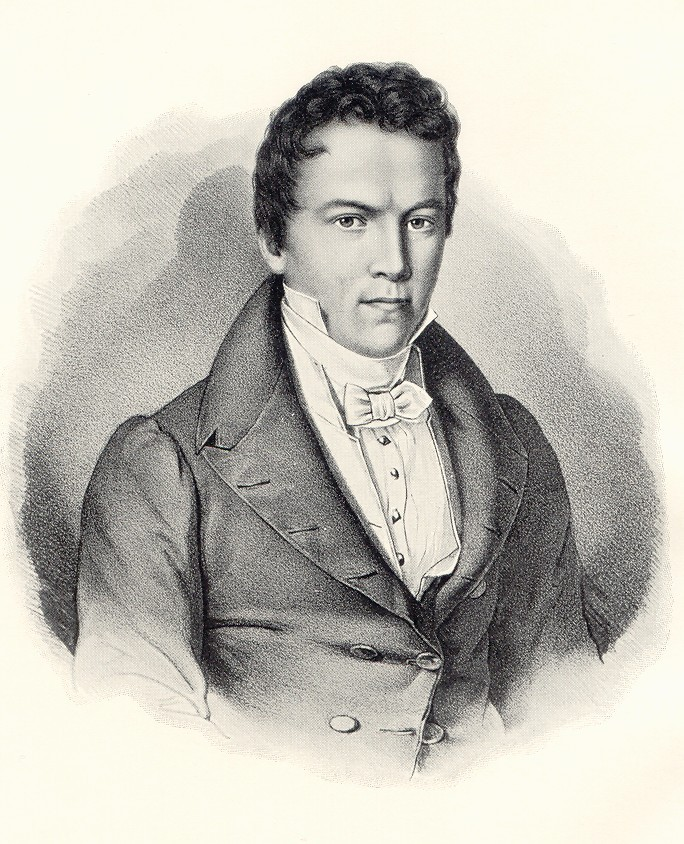
Konrad Melchior Hirzel

Konrad Melchior Hirzel (Zürich, 31 augustus 1793 – aldaar, 9 juli 1843) was een Zwitsers politicus.
Konrad Melchior Hirzel was de zoon van een Helvetisch politicus en studeerde rechten in Heidelberg. Hij was sinds 1815 advocaat. In 1818 werd hij secretaris van de Commissie voor Justitie, Politie en Notariële Zaken en Advocatuur van de stad Zürich. In 1823 werd hij opperambtsman in Knonau en van 1823 tot 1839 lid van de Kantonsraad van Zürich. Konrad Melchior Hirzel trad in 1831 toe tot de Regeringsraad van het kanton Zürich en bleef lid tot 1839. Hij behoorde tot de Radicale Partij (voorloper van de huidige Vrijzinnig Democratische Partij).
Konrad Melchior Hirzel was van 20 maart tot 31 december 1832, van 1 januari tot 31 december 1834, van 1 januari tot 31 december 1836 en van 1 januari tot 31 december 1838 burgemeester van de stad Zürich.
Konrad Melchior Hirzel was tijdens een turbulente periode burgemeester. Als een van de leiders van de radicalen (samen met Friedrich Ludwig Keller) was hij betrokken bij de benoeming van de Duitse vernieuwingstheoloog David Friedrich Strauss tot hoogleraar in de theologie aan de nieuwe Universiteit Zürich. Hij deed met zijn boek Das Leben Jesu ("Leven van Jezus") veel stof opwaaien. In het gehele kanton kwamen mensen in opstand tegen de benoeming en de regering ontsloeg Strauss kort hierop met de gedachte dat de rust zou terugkeren. In 1839 vond een staatsgreep (zie: Züriputsch) van conservatieven onder leiding van ds. Bernhard Hirzel plaats en werd de radicale regering van Zürich afgezet. Ook Konrad Melchior Hirzel verloor zijn zetel in de regering.
Konrad Melchior Hirzel zat in 1831 en 1832 in de federale grondwetgevende commissie. In 1832 vertegenwoordigde hij het kanton Zürich op de Tagsatzung en was in 1834 president van de Tagsatzung.